# ام زهمک
ام زهمک (به عربی: أم زهمک) یک روستا در سوریه است که در ناحیه حمرا واقع شده‌است. ام زهمک ۳۰۶ نفر جمعیت دارد.